# 물석송
물석송(-石松, 학명: Lycopodiella cernua)은 석송과에 딸린 양치식물이다. 키가 작고 땅에 누워서 자라는 특징을 갖고 있다. 석송과에서 가장 널리 분포하는 종의 하나로 대부분의 열대 지방에서 알려져 있고 미국 최남부 지역뿐만 아니라 하와이에서도 자생한다. 늪지 환경을 좋아한다. 한국 전남 완도군 일대에서 자생한다. 2017년 10월, 한국에서 81년만에 발견되었다. 재배되기도 한다.